# Georgette Kokoczynski
Georgette Kokoczynski, née le 16 août 1907 à Paris et morte le 16 ou 17 octobre 1936 à Perdiguera (Espagne), est une actrice, chanteuse et infirmière anarchiste française.
Née Georgette Léontine Roberte Brivadis, puis devenue Georgette Ango, avant de prendre le nom de mariage Kokoczynski, elle est également connue sous les noms de Georgette Brivady et Mimosa. Elle est connue sous son nom d'artiste Mimosa quand elle rejoint une troupe de théâtre d'inspiration libertaire à Paris, tout en terminant ses  études d'infirmière. Après le début de la guerre civile espagnole, elle rejoint en septembre 1936 le groupe international de la colonne Durruti et est affectée sur le front d'Aragon. Elle est tuée un mois plus tard lors de la bataille de Perdiguera près de Saragosse.

## Biographie

### Jeunesse

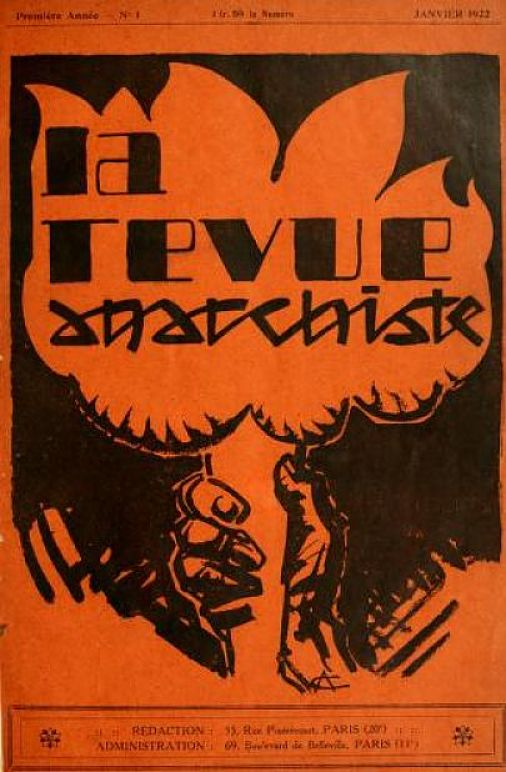
Premier numéro de La Revue anarchiste (1922-1925) - Paris - janvier 1922.

Georgette, Léontine, Roberte, Augustine, née Brivadis (du nom de sa mère, Léontine Brivadis), naît le 16 août 1907 à Paris, dans le 6e arrondissement, ou à Versailles selon d'autres sources. Son père est Robert Ango, peintre en bâtiment, et sa mère Léontine Brivadis, domestique. En 1908, son père la reconnaît, et elle prend alors son nom, Ango. À seize ans, elle est recueillie par le poète André Colomer et sa compagne Madeleine, qui vivent à Paris. Ils lui font découvrir les idées anarchistes.

### Engagement dans le mouvement anarchiste
À l'âge de dix-huit ans, elle rejoint l'anarchiste Fernand Fortin et devient membre du groupe Éducation Sociale, que Fortin a fondé à Loches. Elle commence à participer à des rassemblements et à des fêtes. En 1928, elle revient à Paris sous le nom de scène de « Mimosa ». Elle rejoint une troupe de théâtre qui anime des rencontres et des festivals libertaires. Elle joue et chante à Montmartre au Lapin Agile et au Grenier de Gringoire. Elle vend également des numéros de La Revue anarchiste, réalisée par son partenaire Fortin et notamment le supplément Choses d’Espagne, ainsi que L'Insurgé, L'Anarchie. À cette époque, elle termine ses études d'infirmière.
Le 7 novembre 1931, elle épouse le journaliste français Miecsejslaw Kokoczynski, dont elle prend le nom de famille. Celui-ci fait partie du XIVe secteur parisien de la Section française de l'Internationale ouvrière (SFIO). Il semble alcoolique et brutal.

### Implication dans la guerre d'Espagne

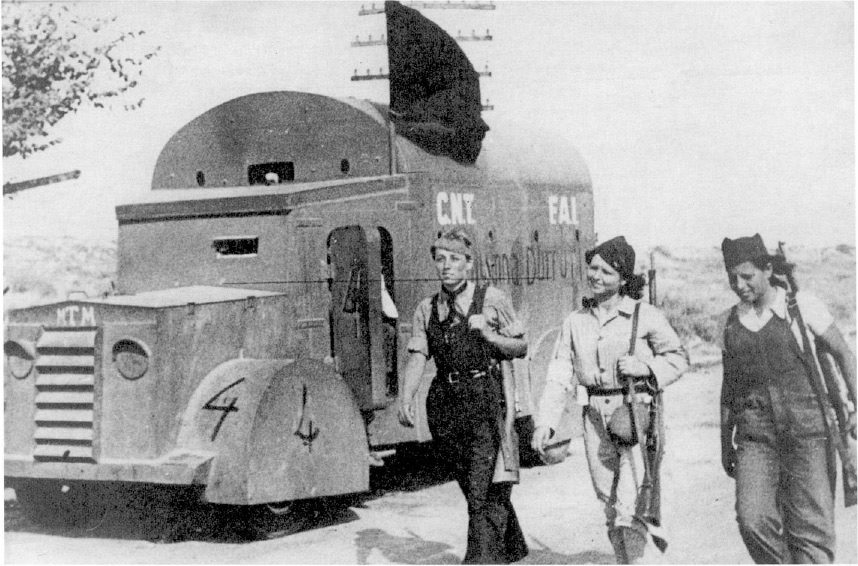
Miliciennes de la colonne Durruti marchant devant un tiznao (été 1936).

Dès le déclenchement de la guerre d'Espagne, Georgette Kokoczynski participe à un rassemblement à Paris. Dès septembre 1936, elle se rend en Espagne et rejoint le Groupe international de la Colonne Durruti à Barcelone. Le 3 octobre, elle est affectée au front d'Aragon pour s'occuper de la cantine et de l'infirmerie, notamment avec les militantes allemandes Augusta Marx, surnommée Trude, issue du Parti socialiste ouvrier d'Allemagne et proche de la Jeunesse communiste ibérique, et Madeleine Gierth,.
Georgette Kokoczynski meurt le 16 ou 17 octobre 1936 lors des combats livrés autour du village de Perdiguera, près de Saragosse, avec d'autres infirmières et des dizaines de volontaires étrangers,. Les conditions précises de son décès sont troubles et font l'objet de plusieurs hypothèses. Les troupes nationalistes prennent d'assaut un bâtiment occupé et défendu par elle et ses camarades du Groupe international. Elle est soit tuée sur le coup, soit capturée et exécutée ensuite, avec un possible déchaînement de violence et de cruauté. Selon le témoignage d'Antoine Gimenez, Augusta Marx et Georgette Kokoczynski auraient, après leur capture, été dénudées et éventrées par les nationalistes qui les auraient ensuite jetées encore vivantes sur la ligne de front, et un milicien anarchiste les aurait alors achevées,. Un article du journal catalan La Vanguardia du 11 novembre 1936 explique que les deux femmes ont été capturées, puis fusillées et jetées dans une meule de foin, que les nationalistes auraient ensuite enflammée. Une autre version, de Lola Iturbe, décrit Georgette retranchée dans une maison avec des camarades français, italiens et allemands qui refusent de se rendre malgré les menaces des nationalistes d'incendier la maison – menace mise ensuite à exécution, et tout le groupe aurait alors périt dans l'incendie. Une autre version, donnée par des membres de la Fédération anarchiste ibérique (FAI), décrit Georgette et d'autres femmes bombardées par un avion.

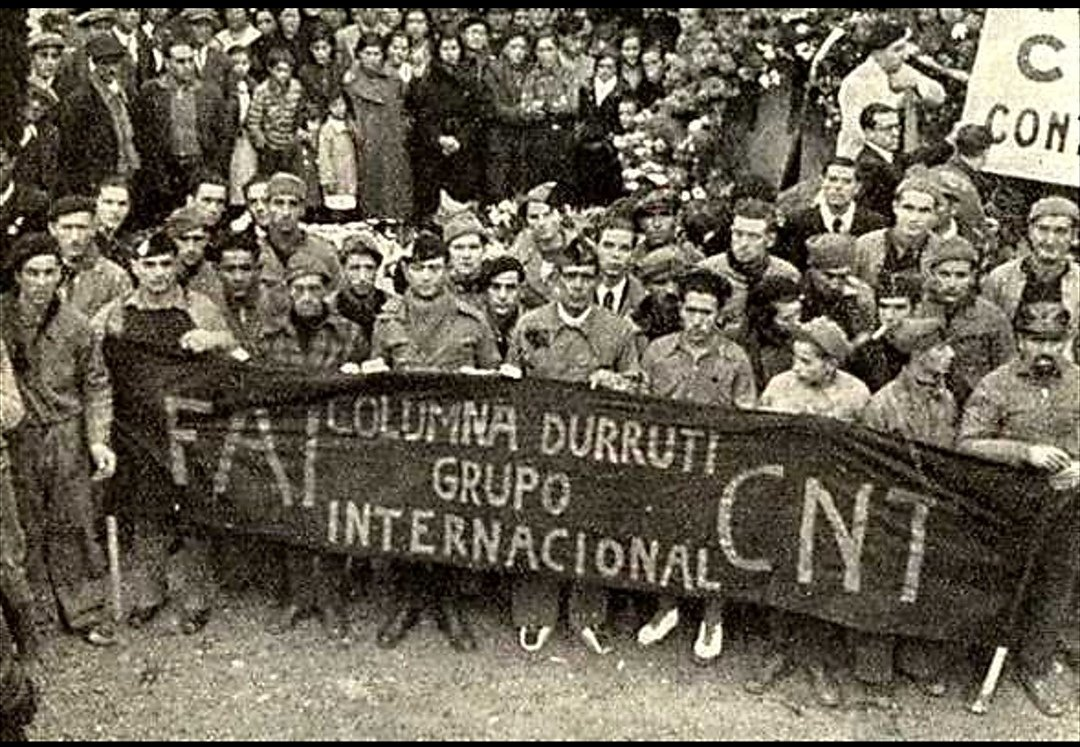
Groupe International de la Colonne Durruti, novembre 1936.

La colonne Durruti mène quelques jours plus tard une contre offensive pour libérer le village de Perdiguera. Ils retrouvent morts la totalité des défenseurs espagnols et internationaux. Ces morts, et en particulier celles des jeunes femmes du groupe (Georgette, mais aussi Augusta Marx, Suzanne Hans et probablement Juliette Baudart), provoquent une grande émotion parmi les survivants du Groupe international. Le Libertaire communique la nouvelle les 6 et 20 novembre 1936, avec la publication d'une lettre faire-part de Fernand Fortin pour le Groupe des Amis de la Revue Anarchiste.

## Journal intime
Kokoczynski tient un journal depuis son départ de Paris en septembre 1936 jusqu'à son arrivée sur le front d'Aragon, en octobre 1936. Il comprend 45 pages, incomplètes, que Fortin a copiées après sa mort. Il est découvert par Édouard Sill dans les collections de l'Institut international d'histoire sociale (IISG) d'Amsterdam sous le titre Journal de ma Campagne en 2006.
Voici un extrait daté de septembre 1936 :

« Le sort en est jeté, je vais au front moi aussi, je l’ai demandé expressément. Je crois que je ne reviendrais pas, mais cela est sans importance, ma vie a toujours été amère et le bonheur n’existe pas. Le bonheur n’a pas de visage, il n’a pas d’armoiries et pas de couleurs et je ne l’ai pas su trouver. J’avais des trésors de tendresse, des désirs qui n’étaient pas la souffrance des autres et je n’ai pas pu donner assez et je n’ai rien reçu, tristesse ! Vais-je apprendre à tous ces furieux qu’ils méprisent la seule chose vraie, la seule !...la vie qui respire, celle qui consiste à voir les bourgeons éclore, le soleil se lever et les étoiles au ciel. Le bonheur ! Vous ne savez pas comme je l’ai cherché, je m’en souviens à peine moi-même ; dans les livres graves, dans les lits douteux, dans la simplicité des choses. Enfin je vais partir, le bonheur ! C’est peut-être le repos des âmes éteintes. »

Voici deux autres extraits, non datés :

« Je suis seule et femme. Ils sont 200. »

« Il faut rivaliser de force avec ces hommes. Faire aussi bien qu'eux, aussi rapidement. Il faut faire oublier à tous que je suis une femme. »

## Reconnaissance

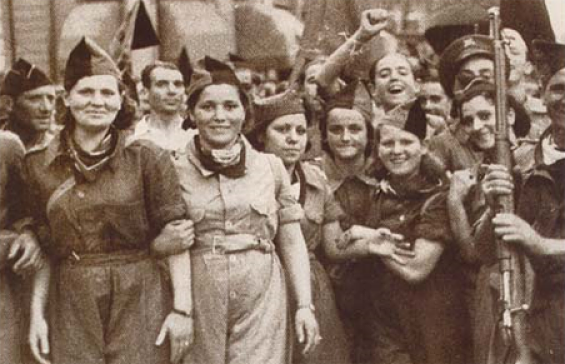
Miliciennes de la CNT-FAI, juillet 1936.

- Miliciennes de la CNT-FAI, juillet 1936.En mai 1937, un groupe francophone de la Fédération anarchiste ibérique (FAI) formé dans le district de Gràcia à Barcelone, et dont Fortin était membre, prend le nom de « Mimosa » en l'honneur de Kokoczynski[1].
- Le 19 juillet 1937, la syndicaliste et journaliste Lola Iturbe, sous son pseudonyme Kyralina, lui rend hommage dans la revue Mujeres Libres[16].
- Dans les années 1960, l'ancienne milicienne et membre de la résistance néerlandaise Carolina Bunjes fonde l'Hôtel Mimosa, dans la ville génoise de Sestri Levante, l'ayant visiblement nommé en hommage à Kokoczynski[17].